# کالاندا
کالاندا (به اسپانیایی: Calanda, Spain) یک شهرستان در اسپانیا است که در استان تروئل واقع شده‌است.

## خصوصیات
کالاندا ۱۱۲٫۲۶ کیلومترمربع مساحت و ۳٬۸۹۹ نفر جمعیت دارد.